# Selçuk Sazak
Selçuk Sazak (* 16. März 1954 in Kalecik, Provinz Ankara, Türkei) ist ein deutscher Schauspieler mit türkischer Migrationsgeschichte und Leiter der „Türkischen Filmwoche Berlin“.

## Leben
Selçuk Sazak wurde im Städtchen Kalecik 70 km von der Hauptstadt Ankara entfernt geboren. 1976 absolvierte er das Staatliche Konservatorium Ankara, Abteilung Theater. Sazak ging dann nach Deutschland und arbeitete als Assistent von Ernst Wendt an den Münchner Kammerspielen. Danach zog es ihn als Schauspieler zuerst nach Freiburg, Bonn und danach nach Berlin. Im Türkischen Theater Tiyatrom in Berlin-Kreuzberg führte er mehrfach Regie, so Anfang der 1990er Jahre bei der Inszenierung Die Polizei von Sławomir Mrożek, mit İdil Üner in der weiblichen Hauptrolle. Dort inszenierte er Theaterstücke wie Maria Magdalena von Hebbel (Mai 1994) und Die Küche von Arnold Wesker (Spielzeit 1999/2000). Sazak bekam ein Angebot vom Staatstheater Kassel und arbeitete dort zwei Jahre. Ab 1993 arbeitete er als Spielleiter des Staatstheaters Izmir.
Zurück in Berlin gründete er im Jahr 1995 seine eigene Theatergruppe unter dem Namen Tiyatro Aktuel Berlin. 1995 führte er Regie bei der Produktion Dreigroschenlieder, mit Songs aus Brecht/Weills Theaterklassiker Die Dreigroschenoper, mit dem Schauspieler Ercan Özçelik. Im Jahr 1997 inszenierte er am Tiyatro Aktuel Berlin das Theaterstück Die Kiez-Rebellen mit Cem Sultan Ungan. Außerdem schrieb er mit Ali Poyrazoğlu das Theaterstück Dalyan Karpuz, das 1999 vom Tiyatro Aktuel aufgeführt wurde. 2001 führte Sazak Regie bei den Theaterproduktionen Haydutlar (= Die Räuber) und Sevdalı Bulut am Staatstheater Diyarbakir. 2007 inszenierte er am Staatstheater in Erzurum die Tragikomödie Hadi Öldürsene Canikom von Aziz Nesin. 2014 inszenierte er in Karlsruhe die von John Gays Beggar’s Opera inspirierte Produktion Drei-Cent-Oper. In der Spielzeit 2015/16 hatte am Staatstheater Izmir Sazaks Inszenierung des Zerbrochnen Krugs Premiere. Weitere Inszenierungen folgten, so in der Spielzeit 2016/17 Sébastien Thiérys Komödie Als ob es regnen würde (dt. Titel auch: Als ob es vom Himmel herunterfällt) am Staatstheater Antalya und in der Spielzeit 2018/19 die Komödie Der Mann, der sich nicht traut von Curth Flatow am Staatstheater Sivas.
Seit 2003 leitet Selçuk Sazak die jährliche „Türkische Filmwoche Berlin“. Präsentiert werden Filme vor allem junger Regisseure, die vielseitige Porträts der Türkei, ihrer Kulturen und ihrer Menschen zeichnen.
Sazak wirkte in Deutschland und in der Türkei auch in einigen Film- und Fernsehrollen mit. In Deutschland hatte er 1990 eine Hauptrolle zusammen mit Sascha Hehn in der Serie Liebe auf Bewährung. 1991 war er in einer Episodenhauptrolle als Güven in einer Folge der Krimiserie Großstadtrevier zu sehen. Er verkörperte in der Folge Türkisches Poker einen jungen Türken, den die Polizeiobermeisterin Ellen Wegener vor einigen Jahren in einen Ferienanlage am Schwarzen Meer kennengelernt hatte, der ihretwegen Deutsch gelernt hat, nun vor ihrer Wohnung in Hamburg auftaucht und ihr dabei hilft, einen Drogendealer zu stellen. In der ARD-Krimireihe Tatort war er im Jahr 1993 in der Folge Himmel und Erde in einer Nebenrolle zu sehen. In der türkischen Fernsehserie Bahar Dalları (2009) gehörte er in der Rolle des Nusret Giritli zum Hauptcast.
Sazak lebt in Berlin-Neukölln und hat einen Sohn. Er ist Mitglied der SPD Berlin und besitzt mittlerweile die deutsche Staatsangehörigkeit.

## Filmografie
- 1988: Die Wicherts von nebenan (Türkischer Sohn, Episode 28–32)
- 1990: Liebe auf Bewährung (alias Ismail Götken)
- 1991: Großstadtrevier (in Staffel 5, Episode 10, Türkisches Poker)
- 1992: Liebe auf Bewährung in der Rolle des Jerry (Familienserie)
- 1993: Gute Zeiten, schlechte Zeiten (in Staffel 1, Episode 12)
- 1993: Tatort – Himmel und Erde
- 2006: Kod Adı (Türkei)
- 2009: Bahar Dalları (Türkei)
- 2014: Kurt Seyit Sura (Russland)
- 2017: Iki Yalanci (Türkei)